# Liste der denkmalgeschützten Objekte in Bad Fischau-Brunn
Die Liste der denkmalgeschützten Objekte in Bad Fischau-Brunn enthält die 18 denkmalgeschützten unbeweglichen Objekte der Gemeinde Bad Fischau-Brunn im niederösterreichischen Bezirk Wiener Neustadt-Land.

## Denkmäler
| Foto  |                 | Denkmal                                                                                               | Standort                                                                           | Beschreibung | Metadaten |
| ----- | --------------- | --- | ---------------------------------------------------------------------------------- | --- | --- |
| ja    | Datei hochladen | Bildstock HERIS-ID: 29877 Objekt-ID: 26543                                                            | Blumentalgasse Standort KG: Bad Fischau                                            | Spätgotischer Tabernakelpfeiler mit Zeltdach und Steinkreuz, Skulpturengruppe Pietà Mitte des 18. Jahrhunderts | BDA-Hist.: Q37928327 Status: § 2a Stand der BDA-Liste: 2025-06-30 Name: Bildstock GstNr.: 1415 |
| ja    | Datei hochladen | Kath. Pfarrkirche hl. Martin HERIS-ID: 29868 Objekt-ID: 26534                                         | bei Blumentalgasse 1 Standort KG: Bad Fischau                                      | In der Substanz romanischer, schlichter barock-klassizistische Saal mit mächtigem vorgestellten Fassadenturm nach Osten, selten gut erhaltenes Beispiel eines die Kirche umgebenden Gadenkirchhofes mit Kirchenkellern (nur mehr nordseitig), Pfarre wohl vor 1000, 12. Jahrhundert Archidiakons- und Dechantenwürde, 1380 landesfürstlich, 1478 an die Propstei Wiener Neustadt verliehen, 1544 an das Bistum Wiener Neustadt, 1610 Kloster Neuberg inkorporiert, 1683 Brand, 1796–1798 klassizistischer Umbau, 1913 und 1977 restauriert                                    | BDA-Hist.: Q1905669 Status: § 2a Stand der BDA-Liste: 2025-06-30 Name: Kath. Pfarrkirche hl. Martin GstNr.: .99 Pfarrkirche hl. Martin, Bad Fischau |
| ja BW | Datei hochladen | Figurenbildstock hl. Johannes Nepomuk HERIS-ID: 29878 Objekt-ID: 26544                                | Hauptstraße 2 Standort KG: Bad Fischau                                             | Die Statue stammt aus dem 18. Jahrhundert. Anmerkung: Die Nische mit der Figur befand sich in der Front des Hauses Wiener Straße 2, dieses wurde im Zug der Umgestaltung des Gemeindezentrums 2019/20 abgerissen, nunmehr befindet sie sich in einer Nische auf der Hinterseite des Gemeindeamtes. Das Bild zeigt noch die alte Situation. | BDA-Hist.: Q37928342 Status: § 2a Stand der BDA-Liste: 2025-06-30 Name: Figurenbildstock hl. Johannes Nepomuk GstNr.: .11/1 |
| ja    | Datei hochladen | Akratotherme, Thermalbad HERIS-ID: 31017 Objekt-ID: 27933                                             | Hauptstraße 10 Standort KG: Bad Fischau                                            | Seit Römer- und Keltenzeit Nutzung der Quellen, 1363 urkundlich Bad, 1771 Badehaus, 1898 durch Erzherzog Rainer erworben und umgebaut und neu gestaltet, Quellwasser der Kleinen und der Warmen Fischa, ein großes Schwimmbecken, zwei Wasserbecken und Gebäude, 1900 eröffnet, im Park hölzerne Kabinenpavillons, eingeschoßiges Betriebsgebäude in historistischen Formen, ein Gebäude wurde 1945 zerstört, Gesamtanlage erhalten | BDA-Hist.: Q37939674 Status: Bescheid Stand der BDA-Liste: 2025-06-30 Name: Akratotherme, Thermalbad GstNr.: 125, 134, 443/10 Thermalbad, Bad Fischau |
| ja    | Datei hochladen | Alte Schule HERIS-ID: 29876 Objekt-ID: 26542                                                          | Hauptstraße 14 Standort KG: Bad Fischau                                            | Das zweigeschoßige Gebäude entstand 1848 und dient heute als Musikschule. | BDA-Hist.: Q37928312 Status: § 2a Stand der BDA-Liste: 2025-06-30 Name: Alte Schule GstNr.: .44 |
| ja    | Datei hochladen | Pfarrhof HERIS-ID: 29870 Objekt-ID: 26536                                                             | Hauptstraße 24 Standort KG: Bad Fischau                                            | Zweigeschoßiger langgestreckter Bau, 1457 urkundlich erwähnt, 1529 abgebrannt, 1768 nach Erdbeben erneuert | BDA-Hist.: Q37928288 Status: § 2a Stand der BDA-Liste: 2025-06-30 Name: Pfarrhof GstNr.: .35 |
| ja    | Datei hochladen | Ehem. Karner HERIS-ID: 29869 Objekt-ID: 26535                                                         | bei Hauptstraße 24 Standort KG: Bad Fischau                                        | Steinsichtiger kastenförmiger Rechteckbau unter Walmdach im Garten des Pfarrhofes, 1. Hälfte des 14. Jahrhunderts (?), romanisches Mauerwerk | BDA-Hist.: Q37928274 Status: § 2a Stand der BDA-Liste: 2025-06-30 Name: Ehem. Karner GstNr.: .35 |
| ja    | Datei hochladen | Familiengrabmal Jäger HERIS-ID: 65109 Objekt-ID: 77926                                                | Hauptstraße, Friedhof Standort KG: Bad Fischau                                     | Familiengrab der Steinmetzfamilie Jäger, beginnend mit Karl Jäger. | BDA-Hist.: Q38109193 Status: Bescheid Stand der BDA-Liste: 2025-06-30 Name: Familiengrabmal Jäger GstNr.: 44/2 |
| ja    | Datei hochladen | Höhensiedlung und Hügelgräber Malleiten Teil II HERIS-ID: 29887 Objekt-ID: 26564                      | Malleiten Standort KG: Bad Fischau                                                 | Große Anzahl ur- und frühgeschichtlicher Siedlungsreste, die unter anderem mit der Gewinnung und Verarbeitung von Kupfer in Zusammenhang stehen, größte Blüte der Siedlung in der Hallstattzeit, mehrere Hügelgräberfelder in den Waldbereichen angelegt, zahlreiche Funde in den Höhlen des Berges, römische Steindenkmäler von der Malleiten befinden sich in den Schlössern Ebreichsdorf und Hernstein. Anmerkung: Das gesamte Gebiet ist denkmalgeschützt. Die punktuelle Koordinate bezieht sich repräsentativ auf das Waldgrundstück mit der Grundstücksnummer 434/251. | BDA-Hist.: Q1887497 Status: Bescheid Stand der BDA-Liste: 2025-06-30 Name: Höhensiedlung und Hügelgräber Malleiten Teil II GstNr.: 434/1, 434/4, 434/5, 434/6, 434/7, 434/8, 434/9, 434/11, 434/12, 434/13, 434/14, 434/15, 434/16, 434/17, 434/18, 434/19, 434/20, 434/21, 434/22, 434/23, 434/24, 434/25, 434/26, 434/37, 434/28, 434/29, 434/30, 434/40, 434/41, 434/42, 434/43, 434/44, 434/45, 434/46, 434/47, 434/48, 434/49, 434/52, 434/53, 434/56, 434/57, 434/60, 434/61, 434/65, 434/68, 434/69, 434/72, 434/73, 434/78, 434/79, 434/82, 434/83, 434/88, 434/89, 434/93, 434/94, 434/97, 434/182, 434/183, 434/184, 434/185, 434/186, 434/187, 434/188, 434/189, 434/190, 434/191, 434/1192,434/193, 434/194, 434/195, 434/196, 434/197, 434/198, 434/199, 434/200, 434/201, 434/202, 434/203, 434/204, 434/205, 434/206, 434/207, 434/208, 434/209, 434/210, 434/211, 434/212, 434/213, 434/214, 434/215, 434/216, 434/217, 434/218, 434/219, 434/220, 434/221, 434/222, 434/223, 434/224, 434/225, 434/226, 434/227, 434/228, 434/229, 434/230, 434/231, 434/232, 434/233, 434/234, 434/235, 434/236, 434/237, 434/238, 434/239, 434/243, 434/244, 434/247, 434/248, 434/251, 434/252, 434/330, 434/331, 434/332, 434/333, 434/334, 434/335, 434/336, 434/337, 434/338, 434/339, 434/513, 434/556, 434/557, 434/558, 434/560, 434/561, 434/562, 434/563, 434/564, 434/565, 434/566, 434/567, 434/568, 434/569, 434/570, 434/571, 434/573, 434/574, 434/575, 434/576, 434/577, 434/578, 434/579, 434/580, 434/581, 434/582, 434/583, 434/584, 434/585, 434/649, 434/672, 434/673, 434/674, 434/675, 434/676, 434/677, 434/678, 434/679, 434/680, 439/1, 439/2, 1418/2, 1470, 434/240 |
| ja    | Datei hochladen | Anlage Schloss Fischau mit ehem. Wirtschaftsgebäuden und „Berghof“ HERIS-ID: 111010 Objekt-ID: 128773 | Wiener Neustädterstraße 3 Standort KG: Bad Fischau                                 | Das Schloss wurde im 12. Jahrhundert erbaut, 1728 und 1830 erneuert, 2003 renoviert und ist heute Ort kultureller Veranstaltungen. Zum Denkmalobjekt gehören auch der benachbarte Berghof (ein ehemaliger Lesehof des Stifts Neuberg), der in seiner heutigen Form aus dem späten 18. Jahrhundert stammt, sowie ehemalige Wirtschaftshöfe auf der gegenüberliegenden Straßenseite. | BDA-Hist.: Q106665639 Status: Bescheid Stand der BDA-Liste: 2025-06-30 Name: Anlage Schloss Fischau mit ehem. Wirtschaftsgebäuden und „Berghof“ GstNr.: .2, .1, .55/1, .54/1, 102/4 Gebäudekomplex um das Fischauer Schloss |
| ja    | Datei hochladen | Flur-/Wegkapelle HERIS-ID: 29879 Objekt-ID: 26545                                                     | gegenüber Wiener Neustädterstraße 28 Standort KG: Bad Fischau                      | Wegkapelle unter Satteldach, 1811 an gotische Kreuzsäule angebaut, Kruzifix Anfang des 19. Jahrhunderts | BDA-Hist.: Q37928357 Status: § 2a Stand der BDA-Liste: 2025-06-30 Name: Flur-/Wegkapelle GstNr.: 786 Wegkapelle Wiener Neustädter Straße, Bad Fischau |
| ja    | Datei hochladen | Mariakapelle HERIS-ID: 29880 Objekt-ID: 26546                                                         | vor Wienerstraße 25 Standort KG: Bad Fischau                                       | Bezeichnet 1780, Statue Maria mit Kind Ende des 18. Jahrhunderts | BDA-Hist.: Q37928371 Status: § 2a Stand der BDA-Liste: 2025-06-30 Name: Mariakapelle GstNr.: 1403/1 Mariakapelle, Bad Fischau |
| ja    | Datei hochladen | Teil der 1. Wiener Hochquellenleitung HERIS-ID: 111383 Objekt-ID: 129215                              | Standort siehe Beschreibung KG: Bad Fischau                                        | Die I. Wiener Hochquellenwasserleitung ist ein Teil der Wiener Wasserversorgung und war die erste Versorgung von Wien mit einwandfreiem Trinkwasser. Nach vierjähriger Bauzeit wurde die 95 Kilometer lange Leitung am 24. Oktober 1873 eröffnet. Unter diesem Eintrag sind die beiden Einsteigtürme 23 (Lage) und 24 (Lage) geschützt. | BDA-Hist.: Q64765599 Status: Bescheid Stand der BDA-Liste: 2025-06-30 Name: Teil der 1. Wiener Hochquellenleitung GstNr.: 443/2, 1305/6 Hochquellenwasserleitung in Bad Fischau-Brunn |
| ja    | Datei hochladen | Bildstock HERIS-ID: 29883 Objekt-ID: 26549                                                            | Fischauerstraße Standort KG: Brunn an der Schneebergbahn                           | Tabernakelbildstock Ende 16./Anfang 17. Jahrhundert | BDA-Hist.: Q37928402 Status: § 2a Stand der BDA-Liste: 2025-06-30 Name: Bildstock GstNr.: 601/24 |
| ja    | Datei hochladen | Flur-/Wegkapelle HERIS-ID: 29884 Objekt-ID: 26550                                                     | bei Jägerzeile 36a Standort KG: Brunn an der Schneebergbahn                        | Rechteckbau mit hölzerner Vordachkonstruktion und Inschrift-Tafel bezeichnet 1838 | BDA-Hist.: Q37928417 Status: § 2a Stand der BDA-Liste: 2025-06-30 Name: Flur-/Wegkapelle GstNr.: 528/36 |
| ja    | Datei hochladen | Höhensiedlung und Hügelgräber Malleiten HERIS-ID: 30612 Objekt-ID: 27364                              | Malleiten Standort KG: Brunn an der Schneebergbahn                                 | Große Anzahl ur- und frühgeschichtlicher Siedlungsreste, die unter anderem mit der Gewinnung und Verarbeitung von Kupfer in Zusammenhang stehen, größte Blüte der Siedlung in der Hallstattzeit, mehrere Hügelgräberfelder in den Waldbereichen angelegt, zahlreiche Funde in den Höhlen des Berges, römische Steindenkmäler von der Malleiten befinden sich in den Schlössern Ebreichsdorf und Hernstein. Anmerkung: Das gesamte Gebiet ist denkmalgeschützt. Die punktuelle Koordinate bezieht sich auf das Waldgrundstück mit der Grundstücksnummer 701.                   | BDA-Hist.: Q64692164 Status: Bescheid Stand der BDA-Liste: 2025-06-30 Name: Höhensiedlung und Hügelgräber Malleiten GstNr.: 701, 702, 704, 705, 703 |
| ja    | Datei hochladen | Schlossanlage Brunn an der Schneebergbahn HERIS-ID: 29882 Objekt-ID: 26548seit 2018                   | Schloßplatz 1 Standort KG: Brunn an der Schneebergbahn                             | Das ehemalige Wasserschloss aus dem 14. Jahrhundert wurde nach einem Brand 1708–1711 unter Paul I. Esterházy neu erbaut. | BDA-Hist.: Q105643118 Status: Bescheid Stand der BDA-Liste: 2025-06-30 Name: Schlossanlage Brunn an der Schneebergbahn GstNr.: .1, 1/1, .2/1, 3, 1/4, .2/2, .3 Schloss Brunn, Bad Fischau-Brunn |
| ja    | Datei hochladen | Teil der 1. Wiener Hochquellenleitung HERIS-ID: 111384 Objekt-ID: 129216                              | bei Weingartenstraße 2 Standort siehe Beschreibung KG: Brunn an der Schneebergbahn | Die I. Wiener Hochquellenwasserleitung ist ein Teil der Wiener Wasserversorgung und war die erste Versorgung von Wien mit einwandfreiem Trinkwasser. Nach vierjähriger Bauzeit wurde die 95 Kilometer lange Leitung am 24. Oktober 1873 eröffnet. Unter diesem Eintrag sind eine Brücke über ein Abflussbauwerk (Lage), der Einsteigturm 22 (Lage) und eine Kanalbrücke (Lage) geschützt. | BDA-Hist.: Q64765601 Status: Bescheid Stand der BDA-Liste: 2025-06-30 Name: Teil der 1. Wiener Hochquellenleitung GstNr.: 528/44, 27/2, 346/3, 528/44, 545/2, 1080, 1085 Hochquellenwasserleitung in Bad Fischau-Brunn |